# Курганские татары
Курганские татары (тат. курган татарлары) — территориальная группа татар, проживающая на территории Курганской области, в быту используют ичкинский и сафакулевский говоры среднего диалекта татарского языка.

## История
На формирование курганских татар повлияли поволжские татары (казанлы, мишаре, касимовские татары), сибирские татары, а также ногайцы, башкиры и русские. Расселение татар Поволжья на территории Курганской области началось после падения Казанского ханства. Деревня Ичкино считается первой деревней татар в Курганской области (ныне село Юлдус Шадринского муниципального округа Курганской области). В 1586 году двенадцать семей переселились из Ичкино на территорию востока Челябинской и запада Курганской областей.
С середины XVII века миграция усилилась. В XVIII веке здесь селились татары, приписанные к казачеству.  В официальных документах XVIII и XIX веков при переписи населения ичкинских татар относили либо к сословию башкир, либо к мишарям, или использовался термин «татары сибирской дороги».
В отличие от башкир, живших рядом с ними, татары испокон веков выращивали хлеб, занимались рыболовством и торговлей.
По архивным данным, в конце XIX века при каждом внутреннем татарском селении была мечеть и медресе при мечети. В медресе обучались в основном мальчики, а девочек обучали абыстаи, то есть женщины, умевшие читать и писать на старотатарском языке.

## Расселение
Курганские татары проживают в основном в следующих населённых пунктах:
- город Курган (в 2015 г. — 1734 чел.)
- город Шадринск (в 2015 г. — 1800 чел.)
- Альменевский муниципальный округ (в 2010 г. – 2894 чел.)
  - село Альменево
  - деревня Алакуль
  - деревня Вишняково
  - село Иванково
  - деревня Тузово
  - деревня Учкулево
- Сафакулевский муниципальный округ (в 2015 г. — 4096 чел.)
  - село Сафакулево
  - село Аджитарово
  - деревня Бахарево
  - село Боровичи
  - село Карасево
  - деревня Максимовка
  - село Мансурово
  - село Сулюклино
- Целинный муниципальный округ (в 2015 г. — 980 чел.)
  - деревня Белозёрки
  - село Трёхозёрки
- Шадринский муниципальный округ (в 2010 г. — 1020 чел.)
  - село Байрак
  - деревня Сибирки
  - село Юлдус
- Шатровский муниципальный округ (в 2015 г. — 1019 чел.)
  - село Кызылбай

## Культура
В 1932-1933 годах в Шадринске выходила газета «Путь Ленина», в 1950—1960 годах в Сафакулевском районе выходило татароязычное приложение к газете «Коммунист». Татаро-башкирская газета «Замандаш» («Современник») издаётся с апреля 1993 года как приложение к сафакулевской районной газете «Трудовая слава», с 2000  года – самостоятельная газета, выходит 1 раз в 3—4 месяца. На областном радио с 1998 года есть передача «Туган як» («Родной край») на башкирском и татарском языках.
В 1996 году в городе Кургане было создано татарское общество «Туган тел», а с 2001 года в селе Сафакулево действует центр татаро-башкирской культуры. В настоящее время в Курганской области насчитывается 37 мечетей и Исламский культурный центр (с 1998 года) в городе Кургане. Действует Курганская соборная мечеть.
- Краеведческие музеи в селах Сафакулево и Альменево.
- Татарский народный театр в селе Сулюклино (с 1984 года).
- Фольклорные ансамбли:
  - в Альменевском муниципальном округе: «Ялкын» (с 1981 года), «Дулкын» (с 2013 г.)
  - в Сафакулевском муниципальном округе: «Белая береза» (с 1989 г.), «Дружба» (с 2000 г.),  «Салават Купер» (с 2009 г.)
  - в Целинном муниципальном округе (село Большое Дубровное, с 1992 года)
  - в Шадринском муниципальном округе: «Миляш» и «Дружба»
  - в Шатровском муниципальном округе: «Изге ай» (с 1993 г.), детский фольклорный коллектив «Болан» (с 1995 г.)
- С 1995 по 1998 год в селе Трёхозёрки работал любительский клуб «Джомга»[5].

По сравнению с 2015—2016 годами татарский язык изучается как предмет на факультативных занятиях в четырех школах Курганской области.